# Hang-On
Hang-On är ett arkadspel i motorcykelsportgenren utvecklat av Sega 1985. Spelaren körde mot andra datorspelare och mot tiden med så kallade checkpoints utplacerade på banan. Spelet fanns även tillgängligt till Sega Master System.